# Генерал артилерії
Генера́́л артиле́рії (нім. General der Artillerie) — військове звання генеральського складу артилерії в Збройних силах Німеччини (Імперська армія Німеччини, Рейхсвер, Вермахт), а також в армії Австро-Угорщини. У Вермахті звання генерала артилерії знаходилося по старшинству між генерал-лейтенантом та генерал-полковником.

## Генерали артилеріїТретього Рейху
| - Франц Баркгаузен (1892—1956) - Карл Беккер (1879—1940), Heereswaffenamt - Ганс Белендорфф (1889—1961) - Фрідріх фон Беттіхер (1881—1967) - Едуард Вагнер (1894—1944), пізніше генерал-квартирмейстер, покінчив життя самогубством - Вальтер Варлімонт (1894—1976) - Гельмут Вайдлінг (1891—1955) - Курт Вегер (1893—1952) - Рольф Вутманн (1893—1977) - Крістіан Гансен (1885—1972) - Вальтер Гартманн (1891—1977) - Вальтер фон Зейдліц-Курцбах (1888—1976) - Леонард Каупіш (1878—1945) - Еміль Лееб (1881—1969) - Фріц Ліндеман (1890—1944) - Герберт Лох (1886—1976) - Вальтер Люхт (1882—1949) - Еріх Маркс (1891—1944) - Барон Антон Райхард фон Маухенгайм (1896—1961) - Горст фон Меллентін (1898—1977) - Герберт Остеркамп (1894—1959) - Георг Пфайффер (1890—1944) - Макс Пфеффер (1883—1955) - Фрідріх фон Рабенау (1884—1945), вбитий у концентраційному таборі - Фрідріх Вільгельм Гаук (1897—1979) - Герман Тіттель (1888—1959) - Зіґфрід Томашкі (1894–1967) - Вільгельм Штеммерман (1888—1944) - Максиміліан Фельцманн (1894—1962) - Альфред фон Фоллард-Бокельберг (1874—1945), Heereswaffenamt - Максиміліан Фреттер-Піко (1892—1984) - Гайнц Ціглер (1894–1972) - Курт Ян (1892–1966) |

Це звання правильніше називати «генерал роду військ», тому що воно дорівнювалося до чинів:
- «генерал від інфантерії»,
- «генерал кавалерії»,
- «генерал танкових військ»,
- «генерал парашутних військ»,
- «генерал гірсько-піхотних військ»,
- «генерал інженерних військ»,
- «генерал авіації»,
- «генерал військ зв'язку» тощо.

Хрістіан Ніколас фон Лінгер (1669—1755) був першим генералом, який отримав звання генерала артилерії ще в прусській армії. У Вермахті введене у 1935 році. У військах СС відповідало званню обергрупенфюрер СС і генерал Ваффен-СС.